# Campionati norvegesi di sci alpino 2018
I Campionati norvegesi di sci alpino 2018 si sono svolti a Kirkerud il 2 e il 3 gennaio e a Hafjell dal 19 al 25 marzo. Il programma ha incluso gare di discesa libera, supergigante, slalom gigante, slalom speciale, combinata e slalom parallelo, tutte sia maschili sia femminili.
Trattandosi di competizioni valide anche ai fini del punteggio FIS, vi hanno partecipato anche sciatori di altre federazioni, senza che questo consentisse loro di concorrere al titolo nazionale norvegese. 

## Risultati

### Uomini

#### Discesa libera
| Pos. | Atleta                   | Nazione   | Tempo   |
| ---- | ------------------------ | --------- | ------- |
| 1    | Adrian Smiseth Sejersted | Norvegia  | 1:31,19 |
| 2    | Kjetil Jansrud           | Norvegia  | 1:31,35 |
| 3    | Aksel Lund Svindal       | Norvegia  | 1:31,58 |
| 4    | Christoffer Faarup       | Danimarca | 1:31,84 |
| 5    | Felix Monsén             | Svezia    | 1:32,05 |
| 6    | Olle Sundin              | Svezia    | 1:32,06 |
| 7    | Rasmus Windingstad       | Norvegia  | 1:32,31 |
| 8    | Mikael Svensk            | Finlandia | 1:32,40 |
| 9    | Bjørnar Neteland         | Norvegia  | 1:32,42 |
| 10   | Joachim Jagge Lindstøl   | Norvegia  | 1:32,46 |

Data: 21 marzo 2018

Località: Hafjell

Ore: 11.00

Pista: 

Partenza: 882 m s.l.m.

Arrivo: 270 m s.l.m.

Dislivello: 612 m

Tracciatore: Peter Lederer

#### Supergigante
| Pos. | Atleta                   | Nazione  | Tempo   |
| ---- | ------------------------ | -------- | ------- |
| 1    | Rasmus Windingstad       | Norvegia | 1:10,25 |
| 2    | Adrian Smiseth Sejersted | Norvegia | 1:10,28 |
| 3    | Bjørnar Neteland         | Norvegia | 1:10,43 |
| 4    | Aksel Lund Svindal       | Norvegia | 1:10,57 |
| 5    | Kjetil Jansrud           | Norvegia | 1:10,74 |
| 6    | Marcus Monsen            | Norvegia | 1:10,93 |
| 7    | Stian Saugestad          | Norvegia | 1:11,02 |
| 8    | Henrik Røa               | Norvegia | 1:11,05 |
| 9    | Felix Monsén             | Svezia   | 1:11,23 |
| 10   | Patrick Haugen Veisten   | Norvegia | 1:11,29 |

Data: 23 marzo 2018

Località: Hafjell

Ore: 11.00

Pista: 

Partenza: 770 m s.l.m.

Arrivo: 270 m s.l.m.

Dislivello: 500 m

Tracciatore: Stefan Johnsen Havnelid

#### Slalom gigante
| Pos. | Atleta                 | Nazione  | Tempo   |
| ---- | ---------------------- | -------- | ------- |
| 1    | Rasmus Windingstad     | Norvegia | 2:35,37 |
| 2    | Lucas Braathen         | Norvegia | 2:35,39 |
| 3    | Marcus Monsen          | Norvegia | 2:35,47 |
| 4    | Fabian Wilkens Solheim | Norvegia | 2:35,72 |
| 5    | Henrik Kristoffersen   | Norvegia | 2:35,79 |
| 6    | Tobias Windingstad     | Norvegia | 2:37,18 |
| 7    | Henrik Røa             | Norvegia | 2:37,37 |
| 8    | Leif Kristian Haugen   | Norvegia | 2:37,45 |
| 9    | Bjørnar Neteland       | Norvegia | 2:37,49 |
| 10   | Joachim Bakken Lien    | Norvegia | 2:38,29 |

Data: 24 marzo 2018

Località: Hafjell

1ª manche:

Ore: 9.15

Pista: 

Partenza: 640 m s.l.m.

Arrivo: 260 m s.l.m.

Dislivello: 380 m

Tracciatore: Bjørn-Tore Staurset

2ª manche:

Ore: 13.30

Pista: 

Partenza: 640 m s.l.m.

Arrivo: 260 m s.l.m.

Dislivello: 380 m

Tracciatore: Øyvind Haraldsen

#### Slalom speciale
| Pos. | Atleta                     | Nazione  | Tempo   |
| ---- | -------------------------- | -------- | ------- |
| 1    | Simen Ramberg Christensen  | Norvegia | 1:38,62 |
| 2    | Henrik Kristoffersen       | Norvegia | 1:38,74 |
| 3    | Marcus Monsen              | Norvegia | 1:38,91 |
| 4    | Fabian Wilkens Solheim     | Norvegia | 1:39,40 |
| 5    | Timon Haugan               | Norvegia | 1:39,48 |
| 6    | Bjørn Brudevoll            | Norvegia | 1:40,39 |
| 7    | Jonathan Nordbotten        | Norvegia | 1:40,85 |
| 8    | Ludvig Stamnes Bye         | Norvegia | 1:41,36 |
| 9    | Aidan Stautland            | Norvegia | 1:41,41 |
| 10   | Olav Engelhardt Sanderberg | Norvegia | 1:41,52 |

Data: 25 marzo 2018

Località: Hafjell

1ª manche:

Ore: 10.00

Pista: 

Partenza: 430 m s.l.m.

Arrivo: 260 m s.l.m.

Dislivello: 170 m

Tracciatore: Oscar Anderson

2ª manche:

Ore: 14.05

Pista: 

Partenza: 430 m s.l.m.

Arrivo: 260 m s.l.m.

Dislivello: 170 m

Tracciatore: Johnny Davidson

#### Combinata
| Pos. | Atleta                     | Nazione  | Tempo   |
| ---- | -------------------------- | -------- | ------- |
| 1    | Rasmus Windingstad         | Norvegia | 2:18,75 |
| 2    | Joachim Jagge Lindstøl     | Norvegia | 2:19,21 |
| 3    | Sebastian Foss Solevåg     | Norvegia | 2:19,54 |
| 4    | Marcus Monsen              | Norvegia | 2:19,69 |
| 5    | Kjetil Jansrud             | Norvegia | 2:19,87 |
| 6    | Bjørnar Neteland           | Norvegia | 2:20,04 |
| 7    | Patrick Haugen Veisten     | Norvegia | 2:20,13 |
| 8    | Stian Saugestad            | Norvegia | 2:20,84 |
| 9    | Atle Lie McGrath           | Norvegia | 2:21,11 |
| 10   | Olav Engelhardt Sanderberg | Norvegia | 2:21,16 |

Data: 22 marzo 2018

Località: Hafjell

1ª manche:

Ore: 11.00

Pista: 

Partenza: 882 m s.l.m.

Arrivo: 270 m s.l.m.

Dislivello: 612 m

Tracciatore: Peter Lederer

2ª manche:

Ore: 15.30

Pista: 

Partenza: 

Arrivo: 

Dislivello: 

Tracciatore: Andres Kollenborg

#### Slalom parallelo
| Pos. | Atleta                     | Nazione  |
| ---- | -------------------------- | -------- |
| 1    | Joachim Jagge Lindstøl     | Norvegia |
| 2    | Lucas Braathen             | Norvegia |
| 3    | Kristoffer Haugland        | Norvegia |
| 4    | Ludvig Stamnes Bye         | Norvegia |
| 5    | Simen Ramberg Christensen  | Norvegia |
| 5    | Joachim Mjelde             | Norvegia |
| 5    | Olav Engelhardt Sanderberg | Norvegia |
| 5    | Mathias Tefre              | Norvegia |

Data: 2 gennaio 2018

Località: Kirkerud

### Donne

#### Discesa libera
| Pos. | Atleta                 | Nazione  | Tempo   |
| ---- | ---------------------- | -------- | ------- |
| 1    | Marte Berg Edseth      | Norvegia | 1:35,55 |
| 2    | Lin Ivarsson           | Svezia   | 1:35,56 |
| 3    | Marte Monsen           | Norvegia | 1:35,81 |
| 4    | Hannah Sæthereng       | Norvegia | 1:36,02 |
| 5    | Helena Hørte Søfteland | Norvegia | 1:36,09 |
| 6    | Kajsa Vickhoff Lie     | Norvegia | 1:36,67 |
| 7    | Jennifer Finn          | Svezia   | 1:37,13 |
| 8    | Maren Skjøld           | Norvegia | 1:37,38 |
| 9    | Fanny Axelsson         | Svezia   | 1:37,49 |
| 10   | Nadja Gunnarstedt      | Svezia   | 1:37,74 |

Data: 21 marzo 2018

Località: Hafjell

Ore: 9.45

Pista: 

Partenza: 882 m s.l.m.

Arrivo: 270 m s.l.m.

Dislivello: 612 m

Tracciatore: Peter Lederer

#### Supergigante
| Pos. | Atleta                   | Nazione  | Tempo   |
| ---- | ------------------------ | -------- | ------- |
| 1    | Marte Berg Edseth        | Norvegia | 1:13,20 |
| 2    | Hannah Sæthereng         | Norvegia | 1:13,57 |
| 3    | Kajsa Vickhoff Lie       | Norvegia | 1:13,77 |
| 4    | Maren Skjøld             | Norvegia | 1:14,09 |
| 5    | Lin Ivarsson             | Svezia   | 1:14,45 |
| 6    | Kaja Norbye              | Norvegia | 1:14,67 |
| 7    | Mariel Kufaas            | Norvegia | 1:15,27 |
| 8    | Matilda Rönnberg         | Svezia   | 1:15,31 |
| 9    | Kristine Gjelsten Haugen | Norvegia | 1:15,34 |
| 10   | Nadja Gunnarstedt        | Svezia   | 1:15,70 |

Data: 23 marzo 2018

Località: Hafjell

Ore: 9.00

Pista: 

Partenza: 770 m s.l.m.

Arrivo: 270 m s.l.m.

Dislivello: 500 m

Tracciatore: Stefan Johnsen Havnelid

#### Slalom gigante
| Pos. | Atleta                   | Nazione  | Tempo   |
| ---- | ------------------------ | -------- | ------- |
| 1    | Ragnhild Mowinckel       | Norvegia | 2:25,70 |
| 2    | Kristine Gjelsten Haugen | Norvegia | 2:27,47 |
| 3    | Thea Louise Stjernesund  | Norvegia | 2:27,96 |
| 4    | Eirin Linnea Engeset     | Norvegia | 2:29,15 |
| 5    | Marte Berg Edseth        | Norvegia | 2:29,15 |
| 6    | Kristin Lysdahl          | Norvegia | 2:29,18 |
| 7    | Kaja Norbye              | Norvegia | 2:29,31 |
| 8    | Maren Skjøld             | Norvegia | 2:29,90 |
| 9    | Mariel Kufaas            | Norvegia | 2:29,92 |
| 10   | Vilde Brakestad          | Norvegia | 2:31,77 |

Data: 24 marzo 2018

Località: Hafjell

1ª manche:

Ore: 8.00

Pista: 

Partenza: 640 m s.l.m.

Arrivo: 260 m s.l.m.

Dislivello: 380 m

Tracciatore: Roland Johansson

2ª manche:

Ore: 12.15

Pista: 

Partenza: 640 m s.l.m.

Arrivo: 260 m s.l.m.

Dislivello: 380 m

Tracciatore: Erik Skaslien

#### Slalom speciale
| Pos. | Atleta                   | Nazione  | Tempo   |
| ---- | ------------------------ | -------- | ------- |
| 1    | Kaja Norbye              | Norvegia | 1:36,15 |
| 2    | Nina Løseth              | Norvegia | 1:36,37 |
| 3    | Kristine Gjelsten Haugen | Norvegia | 1:36,51 |
| 4    | Kristin Lysdahl          | Norvegia | 1:36,53 |
| 5    | Maren Skjøld             | Norvegia | 1:36,59 |
| 6    | Eirin Linnea Engeset     | Norvegia | 1:37,58 |
| 7    | Kajsa Vickhoff Lie       | Norvegia | 1:37,76 |
| 8    | Mariel Kufaas            | Norvegia | 1:38,67 |
| 9    | Ingrid Hamnes            | Norvegia | 1:39,70 |
| 10   | Hilde Iren Sato          | Norvegia | 1:40,05 |

Data: 25 marzo 2018

Località: Hafjell

1ª manche:

Ore: 8.55

Pista: 

Partenza: 430 m s.l.m.

Arrivo: 260 m s.l.m.

Dislivello: 170 m

Tracciatore: Dag Erik Larsen

2ª manche:

Ore: 12.55

Pista: 

Partenza: 430 m s.l.m.

Arrivo: 260 m s.l.m.

Dislivello: 170 m

Tracciatore: Hallgeir Vognild

#### Combinata
| Pos. | Atleta             | Nazione  | Tempo   |
| ---- | ------------------ | -------- | ------- |
| 1    | Marte Berg Edseth  | Norvegia | 2:20,17 |
| 2    | Hannah Sæthereng   | Norvegia | 2:21,11 |
| 3    | Maren Skjøld       | Norvegia | 2:21,15 |
| 4    | Kajsa Vickhoff Lie | Norvegia | 2:21,24 |
| 5    | Mariel Kufaas      | Norvegia | 2:21,46 |
| 6    | Lin Ivarsson       | Svezia   | 2:22,66 |
| 7    | Kaja Norbye        | Norvegia | 2:22,78 |
| 8    | Fanny Axelsson     | Svezia   | 2:22,95 |
| 9    | Ingrid Hamnes      | Norvegia | 2:23,69 |
| 10   | Inni Holm Wembstad | Norvegia | 2:23,85 |

Data: 22 marzo 2018

Località: Hafjell

1ª manche:

Ore: 9.30

Pista: 

Partenza: 882 m s.l.m.

Arrivo: 270 m s.l.m.

Dislivello: 612 m

Tracciatore: Peter Lederer

2ª manche:

Ore: 14.45

Pista: 

Partenza: 

Arrivo: 

Dislivello: 

Tracciatore: Sverre Melbye

#### Slalom parallelo
| Pos. | Atleta                  | Nazione  |
| ---- | ----------------------- | -------- |
| 1    | Thea Louise Stjernesund | Norvegia |
| 2    | Kajsa Vickhoff Lie      | Norvegia |
| 3    | Kaja Norbye             | Norvegia |
| 4    | Kristiane Bekkestad     | Norvegia |
| 5    | Ingrid Hamnes           | Norvegia |
| 5    | Mariel Kufaas           | Norvegia |
| 5    | Martine Fosmo Nyberg    | Norvegia |
| 5    | Henriette Resen         | Norvegia |

Data: 3 gennaio 2018

Località: Kirkerud